# Alfred Nickisch
Alfred Richard Stephanus Nickisch (* 22. Dezember 1872 in Bischdorf, Landkreis Neumarkt, Provinz Schlesien; † 23. April 1948 in Bamberg) war ein schlesischer Landschaftsmaler und Mitbegründer des Künstlerbundes Schlesien.

## Leben

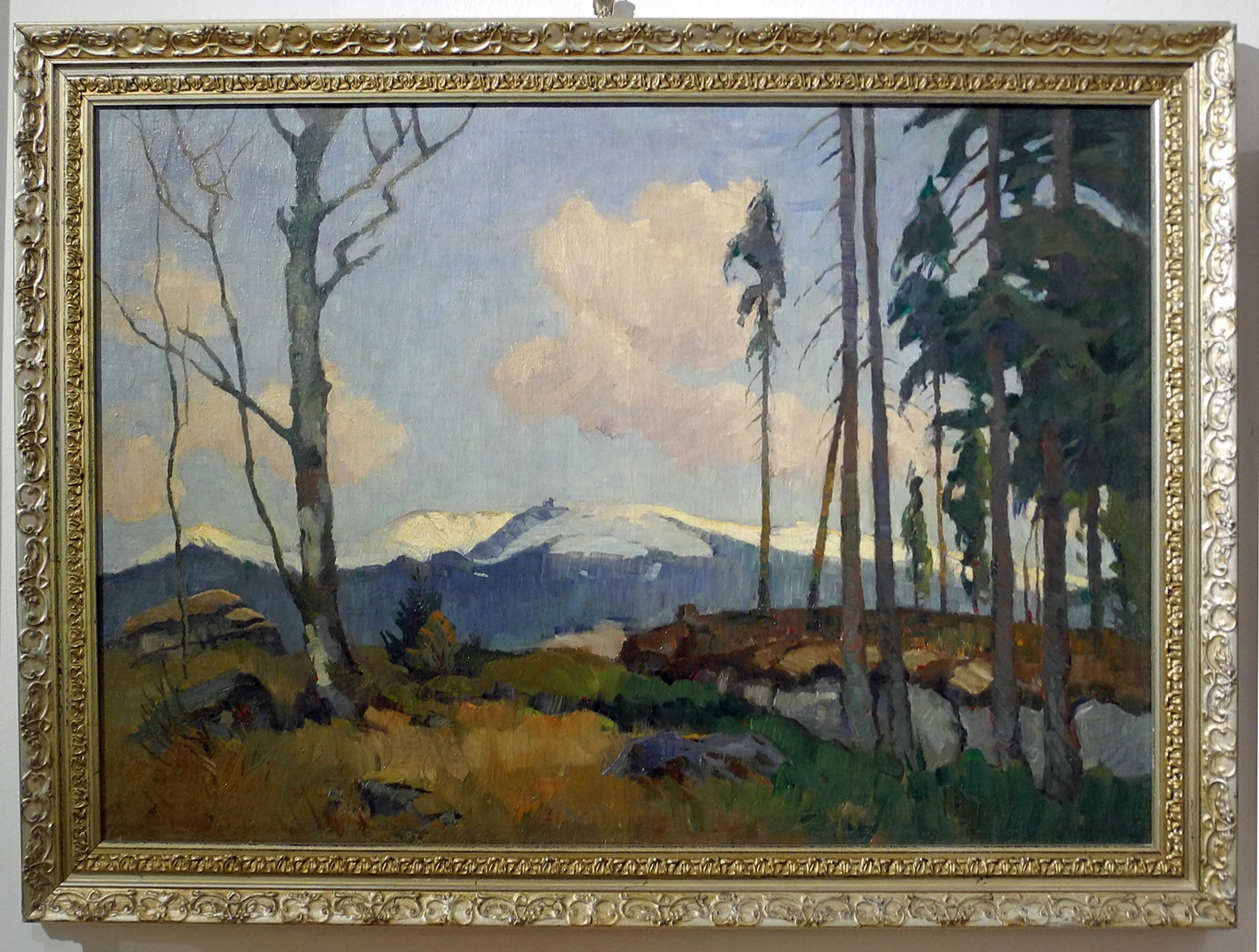
Schneegruben im Vorfrühling (Gemälde von A. Nickisch)

Alfred Nickisch wuchs in Bischdorf als Sohn eines Landwirtes auf. Mit 14 Jahren wurde er Schüler des Breslauer Mathiasgymnasiums, wo er zum ersten Mal eine Kunstausstellung sah, die ihn bewegte, Maler zu werden.
Von 1890 bis 1893 studierte er an der Königlichen Kunst- und Kunstgewerbeschule zu Breslau unter Carl Ernst Morgenstern (bei dem er erste Erfahrungen mit der Freilichtmalerei im Riesengebirge machte). Ab 1898 studierte er an der Karlsruher Kunstakademie, unter Carlos Grethe und Viktor Weißhaupt. Von 1898 bis 1909 reiste er häufig zum Malen ins Riesengebirge. 1908 war er Mitbegründer des Künstlerbundes Schlesien. 
Ab 1917 wohnte Alfred Nickisch mit seiner Familie in einem Landhaus in Schreiberhau, ul. H. Kołłątaja 14.
Er war zudem Mitglied der Vereinigung bildender Künstler St. Lukas in Schreiberhau und nahm schon 1922 an der ersten Ausstellung in Oberschreiberhau teil. 1922 reiste er mit Franz von Jackowski und Hans Emil Oberländer nach Capri. Wohl ab 1932 bis 1945 wohnte er im Haus Morgenstern in Wolfshau bei Krummhübel. Seine letzten Lebensjahre verbrachte er in Bamberg.
Bekannt wurden seine Landschaftsbilder, insbesondere vom Riesengebirge.

## Werke (Auswahl)
- Schneegruben im Vorfrühling, Öl auf Leinwand, um 1910[1]
- Schneegruben im Sommer, Öl auf Leinwand, um 1920[1]
- Oberschreiberhau im Riesengebirge, Öl auf Leinwand[3]
- Landschaft bei Schreiberhau im Riesengebirge mit großem Haus hinter Tannen (Reifträgerbaude), Öl auf Leinwand[4]